# 缺刻乌头
缺刻乌头（学名：Aconitum incisofidum），为毛茛科乌头属下的一个种。

## 扩展阅读
維基物種上的相關：缺刻乌头